# One Crew over the Crewcoo's Morty
"One Crew over the Crewcoo's Morty" er den tredje episode i den fjerde sæson af Adult Swims tegnefilmserie Rick and Morty. Den er skrevet af Caitie Delaney og instrueret af Bryan Newton, og afsnittet havde premiere den 24. november 2019. Titlen refererer til filmen One Flew Over the Cuckoo's Nest ((1975).
Afsnittet omhandler et kup, som Rick tager på sammen med Morty og en gruppe andre karakterer.
Afsnittet blev godt modtaget, og blev set af omkring 1,61 mio. personer ved første visning.